# 卡特尔康通-皮埃尔·莫鲁瓦球场站
卡特尔康通-皮埃尔·莫鲁瓦球场站（法語：Quatre Cantons - Stade Pierre-Mauroy）是法国北部里尔欧洲都会区的一个地铁车站，是里尔地铁1号线的东南侧起点站，阿斯克新城市镇范围内，自1982年3月31日起开放。

## 位置
卡特尔康通-皮埃尔·莫鲁瓦球场站（50°36'6"N, 3°8'32"E）位于阿斯克新城科学城卡特尔康通（Quatre Cantons）称地境内，庞加莱大街与朗之万大街交汇处，靠近皮埃尔·莫鲁瓦球场而得名。

## 设施
卡特尔康通-皮埃尔·莫鲁瓦球场站为一个高架车站，通过自动扶梯连接地面，设有自动售票机、电子显示器、屏蔽门等设施。

## 站台设置
| 东↑ |      |                                |
|     | 侧式 |                                |
|     |      | 大区中心医院-欧洲健康中心方向← |
|     |      | （终点，仅下客）               |
|     | 侧式 |                                |
| 西↓ |      |                                |

## 配套交通

### 城市公共交通
| 卡特尔康通-皮埃尔·莫鲁瓦球场站附近的公共交通线路                  |              |             |
| 公交车站名称                                                      | 位置         | 停靠线路    |
| Quatre Cantons - Stade Pierre-Mauroy 卡特尔康通-皮埃尔·莫鲁瓦球场 | 地面公交车站 | 66 68 Z3 Z8 |

### 社会车辆
卡特尔康通-皮埃尔·莫鲁瓦球场站附近设有社会车辆停车场。

## 临近车站
| 上一站                                         | 里尔地铁 | 里尔地铁      | 里尔地铁 | 下一站 |
| ---------------------------------------------- | -------- | ------------- | -------- | ------ |
| 科学城-加比亚尔教师往大区中心医院-欧洲健康中心 |          | 里尔地铁1号线 |          | 起訖站 |